# ロックポート (ニューヨーク州)
ロックポート（英: Lockport）は、アメリカ合衆国ニューヨーク州の都市。ナイアガラ郡の郡庁所在地である。人口は2万0876人（2020年）。エリー運河の一組の閘門（ロック）から市名が付けられた。市の周りを同名のロックポート「町」が囲んでいる。バッファロー・ナイアガラフォールズ都市圏に属している。

## 歴史

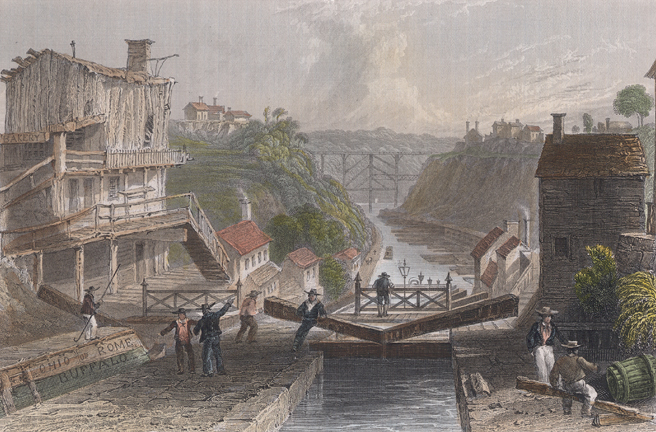
ウィリアム・ヘンリー・バートレットの描いた1839年のロックポート

1816年4月、ニューヨーク州議会がエリー運河の建設を承認した。測量師が提案したルートは、ナイアガラ郡の中央を横切るものであり、当時は「文明化されていない」白人開拓者の居ない地域だった。当時、最も近い開拓者は近くのコールドスプリングスに居た。提案された運河が建設される場所が知られるようになると、土地投機家が運河に提案されたルートの沿線や近くの大きな土地を買い始めた。1820年12月までに、閘門の正確な場所が決められ、ロックポートとなる地域の全体は僅か15人の者が所有していることとなり、その多くはクエーカー教徒だった。
運河は1824年にロックポートに達したが、閘門が完成したのは1825年になってからだった。1829年までに、ロックポートは確立されたビレッジとなっていた。閘門を中心に町があり、主にスコットランドとアイルランドからの移民が運河の労働力として連れて来られた。その労働者は閘門完成後も市に留まり、今日でも識別できる強いケルト人の影響を残し、特にローワータウンとノースロックポートの地区にその影響が残っている。
ロックポートは1865年に公式に市として法人化された。
エリー運河は1918年にさらに大きなニューヨーク州バージ運河によって取って代わられ、有名な南の「5連」の閘門は、より大きなE34とE35に置き換えられた。北の「5連」の閘門は現在も放水路として残っている。
近年、役所と民間企業がロックポートの歴史を、全国ではないとしても、地域の観光地に組み込む動きを行ってきた。その中には運河発見センターの完成、ロックポート洞窟と地下ボートツアー、ロックポート閘門とエリー運河クルーズがある。現在、地方政府は歴史ある「5連」の再建を州に認めさせようとしており、ボートの旅や再現者によって生きている歴史の場所にしようとしている。公刊された報告書では、ロックポートの生きている歴史の場所が、毎年数多い観光客をロックポートに惹きつけることができるナイアガラからの日帰り旅行として売り込まれると述べている。
市内には多くのアメリカ合衆国国家歴史登録財に指定される資産がある。
ロックポート市最大の雇用主はゼネラルモーターズ部品、元はハリソン・ラジエーター・コーポレーションであり、1912年にこの土地に設立され、1918年にゼネラルモーターズの事業部になった。デルファイ・サーマル・システムズとしてデルファイ・コーポレーションに10年間所有された後、2009年にゼネラルモーターズに返還された。
1948年、ロックポート警察署長が、エホバの証人の牧師が街宣車を使って公共の公園で説教を行う許可を取り消した。「サイア対ニューヨーク州」事件の裁判で、アメリカ合衆国最高裁判所はアメリカ合衆国憲法修正第1条に対する違背として市の条例を却下した。

## 地理

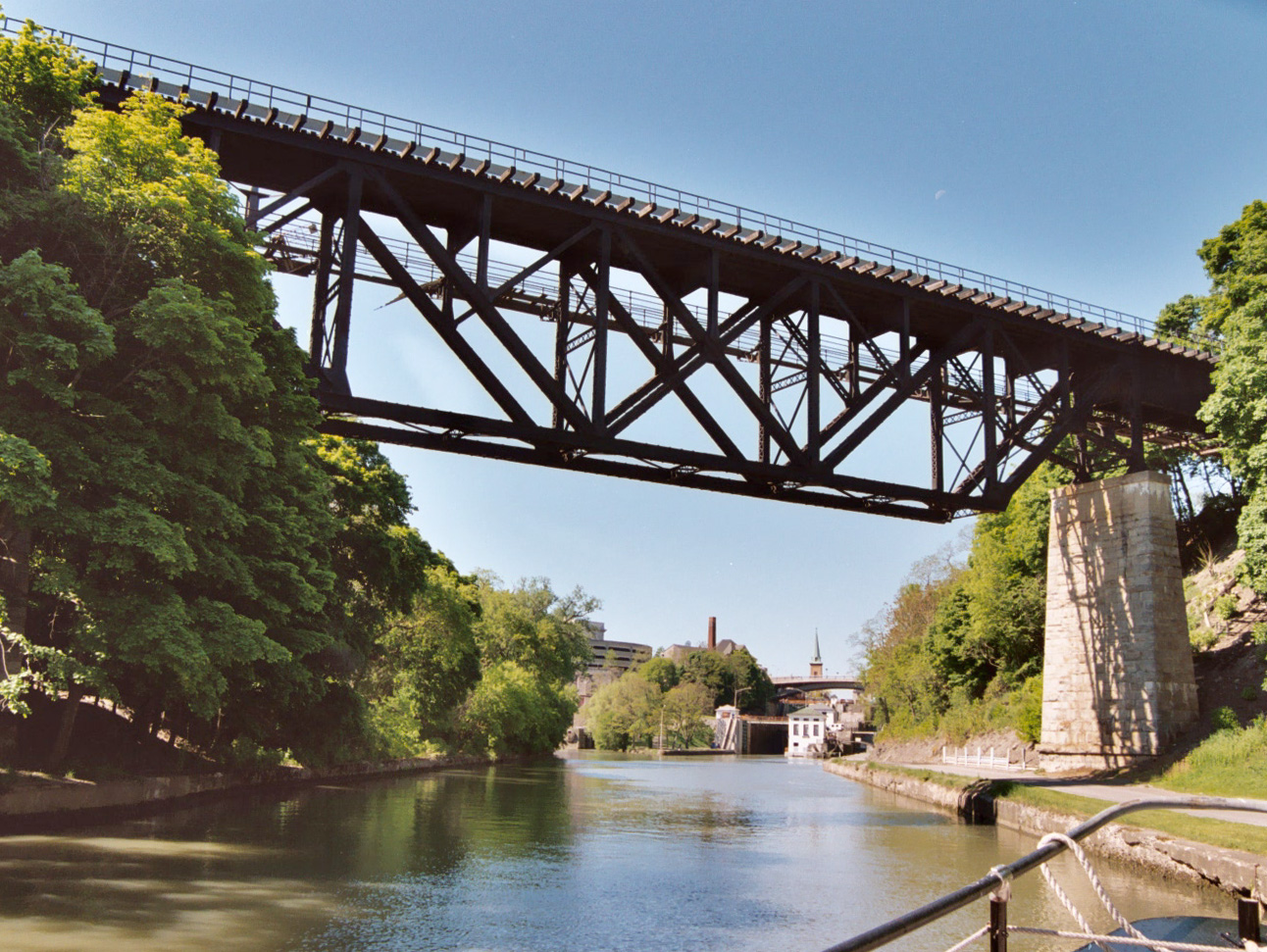
フォールズ道路鉄道橋。遠景左はダブルリフトのロックポート閘門、右は北の「5連」、さらに遠景にセントメアリーズ・ローマ・カトリック教会

アメリカ合衆国国勢調査局に拠れば、市域全面積は8.6平方マイル (22.4 km2)であり、このうち陸地8.5平方マイル (22.1 km2)、水域は0.1平方マイル (0.3 km2)で水域率は1.39%である。
エリー運河が市の中央を通っており、南のトナワンダ・クリークの方に曲がる。新しい2連の閘門を通じてナイアガラ断崖を昇る。当初は5連の小さな閘門2組が使われていた。

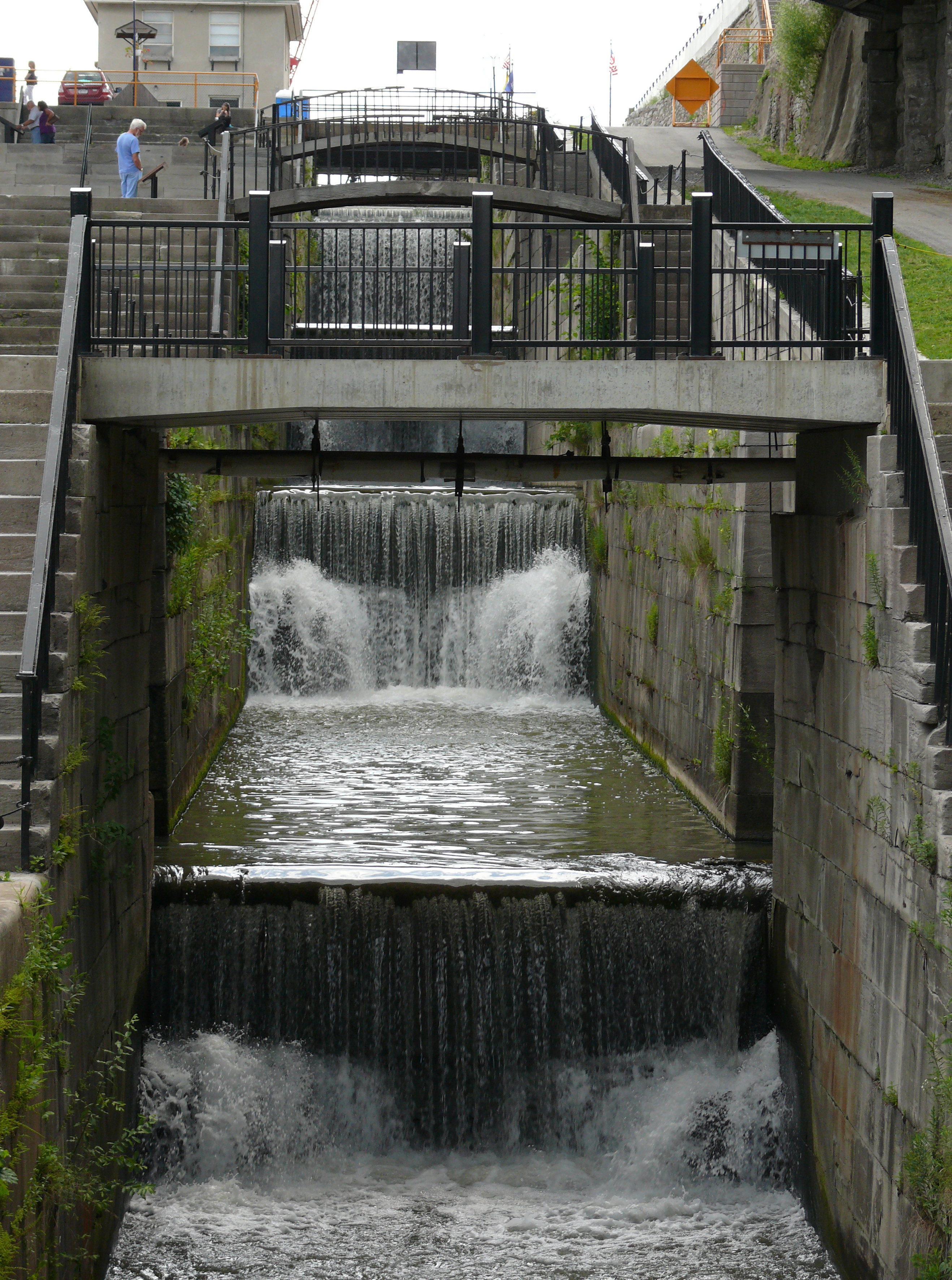
当初の北の5連閘門、ナイアガラ断崖を越える場所、現在は「ゲイトが無く」溢流水を逃がすために使われている。現代の閘門は高さ24.5フィート (7.5 m)、幅40フィート (12 m) あり、当初の南5連に置き換わっている

ロックポート市は、ニューヨーク州道78号線（トランジット道路）、同31号線、同77号線、同93号線など主要トラック道路数本が交わる所にある。州道78号線から北の州間高速道路90号線まで17マイル (27 km) である。

## 観光地
- エリー運河ではロックポート閘門とエリー運河クルーズができる。新しい閘門を通って上に行き、2つのリフト橋の下を下流に戻り、桟橋に帰って来る。
- ロックポート・エリー運河博物館、現代の34閘門と35閘門の間にある古い閘門制御構造物にある。当初の「5連」閘門放水路が残っている。昔の写真、地図、設計図、機械類が展示されている。
- 運河発見センター、閘門の西約100ヤード (90 m) の古い教会にある。
- 北アメリカでは最も幅が広い橋がある。幅は399フィート (121 m)、長さは129フィート (39 m)である。閘門の南西で運河に架かっている。
- ロックポート洞窟と地下ボートツアー、閘門近くから乗ることができる。
- ナイアガラ郡歴史協会、ナイアガラ通り215。ナイアガラ郡の歴史を伝える建物と複合施設になっている。
- 100 アメリカン・クラフツマンは、ケナン・アリーナで毎年開催される芸術と工芸のショー。アリーナは歴史あるケナン・センターの構内にある。
- アイダ・フリッツ公園、毎年8月にテイスト・オブ・ロックポートを開催。夏の毎週月曜日の夜はクルーズナイトを開催。
- 近年コーナーストーン・アリーナができて、アイスホッケーのクラレンス・マスタングスがホームゲームを行っている。

## 人口動態
以下は2010年の国勢調査による人口統計データである。
| 基礎データ - 人口: 21,165 人 - 世帯数: 9,153 世帯 - 家族数: 5,172 家族 - 住居数: 10,092 軒 人種別人口構成 - 白人: 87.5% - アフリカン・アメリカン: 7.2% - ネイティブ・アメリカン: 0.5% - アジア人: 0.5% - 太平洋諸島系: 0.02% - その他の人種: 0.8% - 混血: 3.5% - ヒスパニック・ラテン系: 3.2% | 年齢別人口構成 - 18歳未満: 25.8% - 18-24歳: 8.4% - 25-44歳: 30.6% - 45-64歳: 20.9% - 65歳以上: 14.3% - 年齢の中央値: 36歳 - 性比（女性100人あたり男性の人口） - 総人口: 91.7 - 18歳以上: 87.4 世帯と家族（対世帯数） - 18歳未満の子供がいる: 30.5% - 結婚・同居している夫婦: 41.4% - 未婚・離婚・死別女性が世帯主: 13.5% - 非家族世帯: 40.7% - 単身世帯: 34.7% - 65歳以上の老人1人暮らし: 13.3% - 平均構成人数 - 世帯: 2.33人 - 家族: 3.03人 | 収入と家計 - 収入の中央値 - 世帯: 35,220米ドル - 家族: 44,614米ドル - 性別 - 男性: 35,197米ドル - 女性: 23,944米ドル - 人口1人あたり収入: 19,620米ドル - 貧困線以下 - 対人口: 13.3% - 対家族数: 11.7% - 18歳未満: 18.9% - 65歳以上: 7.4% |

## 市政府
ロックポート市は1人の市長と市政委員会が統治している。市長は4年任期、市政委員は2年任期である。市内の5つの選挙区から各1人、さらに全市を選挙区に1人の市政委員が選ばれ、市政員会を構成している。

## 著名な出身者

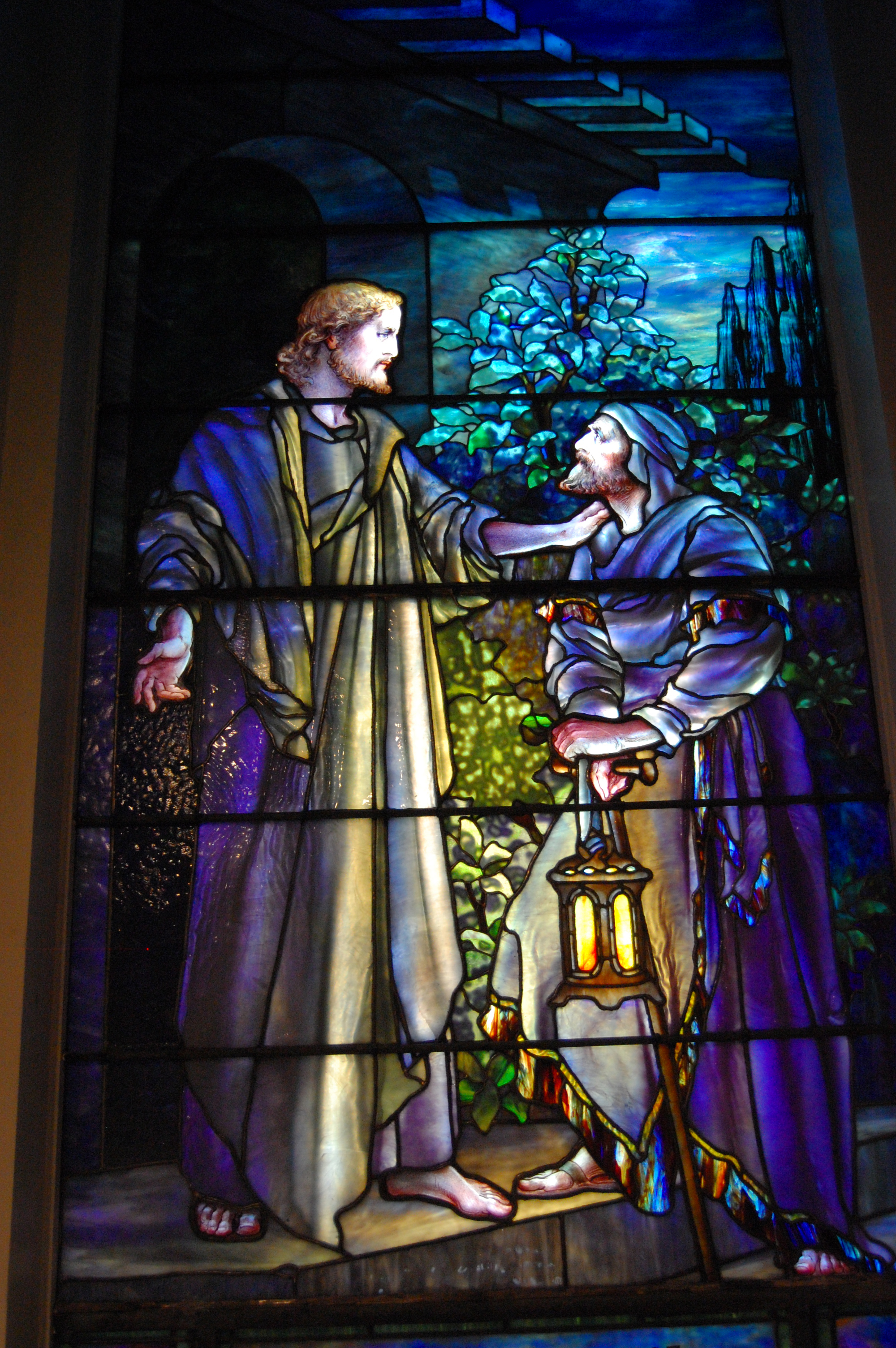
ルイス・カムフォート・ティファニーが制作したステンドグラス窓、第一長老派教会

以下のリストはロックポート生まれの著名人である
- キム・アレキシス、スーパーモデル
- ウォルター・ベイカー、電子工学者、ゼネラル・エレクトリックの副社長、電子工業会(EIA)の工学支配人、NTSC設立者
- オスニエル・チャールズ・マーシュ、19世紀の古生物学者、アメリカ合衆国西部で多くの化石を発見し、命名した
- ティモシー・マクベイ、オクラホマシティ連邦政府ビル爆破事件の主犯
- ウィリアム・G・モーガン、バレーボール考案者
- エドウィン・グリズウォルド・ノース、経済学者
- ジョイス・キャロル・オーツ、作家、大学教授

## 著名企業
- Yahoo! - 市の西部で大型データセンターを運営している
- 第一ナイアガラ銀行 - 1870年にファーマーズ・アンド・メカニクス貯蓄銀行として設立。ニューヨーク州とペンシルベニア州全体に支店を持つほどに成長。2011年4月にはコネチカット州ニューヘイブンのニューアライアンス銀行を買収。国内でも最大級の地方銀行。
- トランジット・ドライブイン・シアター - 1952年オープン
- ロックポート・パレス劇場 - 1925年創設、 当初のプロセニアム・アーチ様式が残っている。
- インターテック・ディジタル・エンタテインメント - ディッシュ・ネットワークの販売者、設置者